# Lleó V d'Armènia
Lleó V o Levond V —en armeni Լեիոն Դ— (1309 – 28 d'agost de 1341) fou rei del Regne Armeni de Cilícia o de la Petita Armènia, fill d'Oshin, a qui va succeir quan va morir el 20 de juliol de 1320. La seva mare fou Isabel de Korikos. Fou el darrer monarca de la dinastia hethumiana.
Quan va arribar al tron tenia deu anys (encara no havia arribat als 11 anys) i va assolir la regència la mare Joana d'Anjou, filla de Felip de Tàrent i vídua del rei Oshin, que al cap de pocs mesos (el mateix any 1320) es va casar amb el comte o senyor de Korikos, Oshin (II), vidu de Margarita d'Ibelin, a qui va anar a parar la regència.
El 1321 regent va imposar l'enllaç del jove rei amb la seva pròpia filla, Alícia de Korikos (que era del primer matrimoni d'Oshin de Korikos). L'enllaç es va fer el 10 d'agost de 1321. Alguns membres de la família foren assassinats per ordre d'Oshin II per consolidar el seu poder.
El 1322 els mamelucs van destruir la ciutat d'Ajas (Lajazzo), però amb la mediació del Papa Joan XXII i del rei Felip V de França el soldà d'Egipte, el mameluc Al-Nasr Muhammad va concedir al regne una treva per quinze anys.
El 1329 Lleó V va arribar a la majoria d'edat i llavors va fer detenir al regent i padrastre i el va fer matar. Junt amb ell foren executats el germà d'Oshin, Constantí, que era camarlenc del regne i senyor de Lampron, i la mateixa muller del rei, Alícia. El cap d'Oshin fou enviat a l'Il-khan i el de Constantí al soldà mameluc.
Va afavorir, sens dubte per necessitats polítiques, la unió de les esglésies romana i armènia, a la que s'oposaven els nakharark armenis.
El 29 de desembre de 1331 es va casar amb Constança d'Aragó, filla de Frederic II de Sicília i d'Elionor d'Anjou, que era vídua d'Enric II de Xipre. Aquest enllaç tampoc fou ben vist pels nakharark.
El 1337, acabada la treva amb els mamelucs, aquestos van envair altre cop el país i van ocupar la ciutat d'Ajas (Lajazzo) que era rival d'Alexandria en el comerç del Llevant. Armènia va haver de signar una treva humiliant, obligant-se a desmantellar les fortificacions d'Ajas, havent d'entregar territoris i una forta indemnització i obligant-se a canviar la seva política d'acostament als estats cristians occidentals.
La resta del seu regnat el va passar a la fortalesa de Sis, esperant un ajut d'occident que mai va arribar.
El 28 de desembre de 1341 fou assassinat per un grup de nakharark segurament hostils a la seva política favorable a Occident. Havia tingut un fill amb Alícia de Korikos, que es deia Hethum, però l'havia premort abans de 1331. Segons les clàusules del seu testament l'herència el regne requeia en la descendència de la germana del seu pare, Isabel d'Armènia (morta el 1321, casada amb Amalric II de Xipre, del que va enviudar el 1310, però del que tenia fills, entre ells el gran de nom Guiu de Lusignan al que corresponia la successió). Esperant l'arribada del rei que va regnar amb el nom de Constantí IV, el seu germà Joan de Lusignan, va assolir la regència.
| Precedit per: Oshin | Regne Armeni de Cilícia 1320-1341 | Succeït per: Joan de Lusignan (regent 1341-1342) i Guy de Lusignan amb el nom de Constantí IV d'Armènia Menor |